# Lituanie au Concours Eurovision de la chanson 2024
La Lituanie est l'un des trente-sept pays participants au Concours Eurovision de la chanson 2024 qui se déroule à Malmö en Suède. Le pays est représenté par Silvester Belt avec sa chanson Luktelk. Le pays se classe 14e avec 90 points lors de la finale du concours.

## Sélection
Le diffuseur lituanien LRT annonce sa participation à l'Eurovision 2024 le 17 juin 2023. Il est  également annoncé que l'artiste et  chanson qui représenteraient le pays à Malmö seront sélectionnés par le biais d'une sélection nationale télévisée nommée Eurovizija.LT.

### Format
La sélection voit quarante candidats s'affronter sur un total de six soirées. En premier lieu, cinq demi-finales ont lieu. Elle se déroulent chaque samedi du 13 janvier au 10 février 2024 inclus. Lors de chacune d'elles, huit candidats participent et deux se qualifient pour la finale. Cette dernière a lieu le 17 février 2024.
Lors des demi-finales, les résultats sont décidés par une combinaison 50/50 du vote d'un jury et du télévote. La finale se déroule pour sa part en deux temps. D'abord, un premier tour suivant le même système de vote a lieu et détermine les trois premiers candidats. Le télévote seul sélectionne ensuite le vainqueur parmi ces trois artistes. En cas d'égalité à l'une des étapes précédentes, c'est le classement du jury qui l'emporte.

### Participants
Du 18 octobre au 11 décembre 2023, LRT ouvre une plateforme de candidatures pour les artistes intéressés. Chaque candidat ne peut soumettre qu'une seule chanson. Les interprètes doivent être des citoyens lituaniens, tandis que les auteurs-compositeurs peuvent être de n'importe quelle nationalité. À la fin de la période de soumission, plus de soixante candidatures ont été reçues.
Le 19 décembre 2023, la liste des 40 artistes et chansons participants est publiée par LRT. Le 8 janvier 2024, Kotryna Juodzevičiūtė se retire de la compétition et est remplacée par Marius Petrauskas.
- Chanson retirée
- Chanson de remplacement

| Liste des participants | Liste des participants       | Liste des participants | Liste des participants                                                                                               |
| Artiste                | Chanson                      | Langue                 | Auteur(s) |
| ---------------------- | ---------------------------- | ---------------------- | --- |
| Agnė Buškevičiūtė      | Puppeteer                    | Anglais                | - Agnė Buškevičiūtė-Tumalavičienė - Evelina Dahlia - Ida Maria Søberg - Jonas Holteberg Jensen - Vilius Tumalavičius |
| Aistay                 | You                          | Anglais                | Aistė Tomkevičiūtė-Pajaujienė                                                                                        |
| Aistè                  | We Will Rule the World       | Anglais                | - Aistė Gaižauskaitė - Kipras Varaneckas                                                                             |
| Andrius Pojavis        | Sing Me a Hug                | Anglais                | Andrius Pojavis |
| Antoine Wend           | Say No More                  | Anglais                | - Antoine Wendling - Nicolas Lassus - Titas Astafėjevas                                                              |
| Anžela                 | Paskubėk                     | Lituanien              | - Titas Astafėjevas - Elena Jurgaitytė                                                                               |
| April Frey             | New Years                    | Anglais                | Ieva Andriuškevičiūtė                                                                                                |
| Baltos Varnos          | In the Night                 | Anglais                | - Milda Andrijauskaitė-Bakanauskaitė - Teresė Andrijauskaitė                                                         |
| Clockwork Creep        | Empty                        | Anglais                | Paulius Mscichauskas                                                                                                 |
| Danielė                | Cold Shower                  | Anglais                | - Danielė Paužaitė - Gabija Žvirdauskaitė - Gytis Valickas                                                           |
| Deividas Valma         | Blood on Your Hands          | Anglais                | - Aidan O'Connor - Tim Dawn                                                                                          |
| Eglė Jakštytė          | Rock My Body                 | Anglais                | - Audrius Petrauskas - Eglė Jakštytė - Titas Astafėjevas                                                             |
| Emilija V              | Trophy Wife                  | Anglais                | - Emilija Valiukevičiūtė - Herve "Feezy" Tshibola - Tiago "Tiago Got The Keys" Antunes                               |
| Freya Alley            | Serenade                     | Anglais                | - Kamilė Balčytytė - Laurence Hobbs                                                                                  |
| Hansanova              | Dragons and Rainbows         | Anglais                | Giedrius Balčiūnas                                                                                                   |
| Il Senso               | Time                         | Anglais                | - Andrius Kairys - Kipras Mašanauskas                                                                                |
| Kàro                   | Weightless                   | Anglais                | Karolė Virbickaitė                                                                                                   |
| Kasparas               | Fool                         | Anglais                | - Jokūbas Tulaba - Kasparas Varanavičius - Urtė Povilauskaitė                                                        |
| Kotryna Juodzevičiūtė  | Let's Get Lost               | Anglais                | Inconnu |
| Lina Štalytė           | Perfect                      | Anglais                | Lina Štalytė |
| Luka                   | Move On                      | Anglais                | - Gytis Valickas - Luka Kuraitė                                                                                      |
| Marius Petrauskas      | Kol laiko yra                | Lituanien              | - Eligijus Žilinskas - Marius Petrauskas - Rūta Lukoševičiūtė                                                        |
| Mary Mo                | Done                         | Anglais                | - Audrius Petrauskas - Marija Monika Dičiūnė - Titas Astafėjevas - Tomas Dičiūnas                                    |
| Martin                 | Jigsaw                       | Anglais                | Monika Zenkevičiūtė                                                                                                  |
| Meidė                  | Zoo                          | Anglais                | - Meidė Šlmamaitė - Paulius Vaicekauskas                                                                             |
| Monika Marija          | Unlove You Starting Tomorrow | Anglais                | - Džiugas Juzėnas - Monika Paulauskaitė - Titas Astafėjevas                                                          |
| Multiks                | Vėjas galvoje                | Lituanien              | Paulius Burba |
| Paula Urbana           | It Is What It Is             | Anglais                | - Alistair Gould - David Boyden - Francesca Morris - Hugo Shawn - Noah Simmonds - Paula Urbana                       |
| Petras                 | Run                          | Anglais                | - Audrius Petrauskas - Titas Astafėjevas                                                                             |
| Pluie de Comètes       | Be Careful                   | Anglais                | - Justė Kraujelytė - Saulius Sakavičius                                                                              |
| Queens of Roses        | Walk Through Fire            | Anglais                | - Adriana Pupavac - Aidan O'Connor - Andreas Bjorkman - Jonas Ekdahl                                                 |
| Shower                 | Impossible                   | Anglais                | - Dominykas Kazimieras Krulikovskis - Jonas Filmanavičius - Simonas Krukonis - Vainius Indriūnas                     |
| Sid Hallow             | Here We Go Again             | Anglais                | - Anyanya Udongwo - Sidas Gvozdiovas                                                                                 |
| Silvester Belt         | Luktelk                      | Lituanien              | - Džesika Šyvokaitė - Elena Jurgaitytė - Silvestras Beltė                                                            |
| Sun Francisco          | Trauka (Svaigsta galva)      | Lituanien              | - Giedrė Ivanova - Maksimas Ivanovas                                                                                 |
| The Roop               | Simple Joy                   | Anglais                | - Mantas Banišauskas - Robertas Baranauskas - Vaidotas Valiukevičius - Vegard Hurum                                  |
| Thomas G               | Us                           | Anglais                | - Audrius Petrauskas - Titas Astafėjevas                                                                             |
| Vidas Bareikis         | Kaboom!!!                    | Anglais                | Vidas Bareikis |
| Vilija                 | Save Me                      | Anglais                | Vilija Matačiūnaitė                                                                                                  |
| Žalvarinis             | Gaudė vėjai                  | Lituanien              | - Robertas Semeniukas - Sigita Jonynaitė - Viltė Ambrazaitytė                                                        |
| Živilė Gedvilaitė      | Save Me                      | Anglais                | - Linda Persson - Peter Frodin - Ylva Persson                                                                        |

### Résultats

#### Demi-finales
- Qualifiés pour la finale

| Ordre | Artiste           | Chanson       | Jury | Télévote | Télévote | Total | Place |
| Ordre | Artiste           | Chanson       | Jury | Voix     | Points   | Total | Place |
| ----- | ----------------- | ------------- | ---- | -------- | -------- | ----- | ----- |
| 1     | Živilė Gedvilaitė | Save Me       | 3    | 165      | 3        | 6     | 8     |
| 2     | Antoine Wend      | Say No More   | 5    | 310      | 5        | 10    | 6     |
| 3     | Marius Petrauskas | Kol laiko yra | 6    | 454      | 7        | 13    | 5     |
| 4     | Silvester Belt    | Luktelk       | 12   | 1 503    | 10       | 22    | 1     |
| 5     | Aistay            | You           | 4    | 199      | 4        | 8     | 7     |
| 6     | VB Gang           | Kaboom!!!     | 10   | 1 843    | 12       | 22    | 2     |
| 7     | Luka              | Move On       | 7    | 695      | 8        | 15    | 3     |
| 8     | Clockwork Creep   | Empty         | 8    | 412      | 6        | 14    | 4     |

| Ordre | Artiste         | Chanson                | Jury | Télévote | Télévote | Total | Place |
| Ordre | Artiste         | Chanson                | Jury | Voix     | Points   | Total | Place |
| ----- | --------------- | ---------------------- | ---- | -------- | -------- | ----- | ----- |
| 1     | Andrius Pojavis | Sing Me a Hug          | 3    | 190      | 3        | 6     | 8     |
| 2     | Eley            | Rock My Body           | 8    | 730      | 8        | 16    | 3     |
| 3     | Deividas Valma  | Blood on Your Hands    | 5    | 710      | 6        | 11    | 6     |
| 4     | Aistè           | We Will Rule the World | 12   | 1 092    | 10       | 22    | 1     |
| 5     | Žalvarinis      | Gaudė vėjai            | 10   | 2 159    | 12       | 22    | 2     |
| 6     | Paula Urbana    | It Is What It Is       | 7    | 502      | 4        | 11    | 5     |
| 7     | Thomas G        | Us                     | 6    | 723      | 7        | 13    | 4     |
| 8     | Multiks         | Vėjas galvoje          | 4    | 605      | 5        | 9     | 7     |

| Ordre | Artiste          | Chanson                 | Jury | Télévote | Télévote | Total | Place |
| Ordre | Artiste          | Chanson                 | Jury | Voix     | Points   | Total | Place |
| ----- | ---------------- | ----------------------- | ---- | -------- | -------- | ----- | ----- |
| 1     | Anžela           | Paskubėk                | 5    | 498      | 5        | 10    | 6     |
| 2     | Sid Hallow       | Here We Go Again        | 3    | 430      | 3        | 6     | 8     |
| 3     | Meidė            | Zoo                     | 10   | 509      | 6        | 16    | 3     |
| 4     | Pluie de Comètes | Be Careful              | 12   | 520      | 7        | 19    | 2     |
| 5     | Sun Francisco    | Trauka (Svaigsta galva) | 4    | 457      | 4        | 8     | 7     |
| 6     | Mary Mo          | Done                    | 6    | 1 011    | 10       | 16    | 4     |
| 7     | Baltos Varnos    | In the Night            | 7    | 637      | 8        | 15    | 5     |
| 8     | Shower           | Impossible              | 8    | 2 444    | 12       | 20    | 1     |

| Ordre | Artiste           | Chanson                      | Jury | Télévote | Télévote | Total | Place |
| Ordre | Artiste           | Chanson                      | Jury | Voix     | Points   | Total | Place |
| ----- | ----------------- | ---------------------------- | ---- | -------- | -------- | ----- | ----- |
| 1     | Agnė Buškevičiūtė | Puppeteer                    | 5    | 771      | 7        | 12    | 5     |
| 2     | Il Senso          | Time                         | 10   | 3 232    | 12       | 22    | 1     |
| 3     | Kasparas          | Fool                         | 8    | 962      | 10       | 18    | 3     |
| 4     | Monika Marija     | Unlove You Starting Tomorrow | 12   | 921      | 8        | 20    | 2     |
| 5     | Vilija            | Save Me                      | 4    | 374      | 3        | 7     | 8     |
| 6     | Danielė           | Cold Shower                  | 3    | 611      | 5        | 8     | 7     |
| 7     | Martin            | Jigsaw                       | 7    | 713      | 6        | 13    | 4     |
| 8     | Hansanova         | Dragons and Rainbows         | 6    | 512      | 4        | 10    | 6     |

| Ordre | Artiste         | Chanson           | Jury | Télévote | Télévote | Total | Place |
| Ordre | Artiste         | Chanson           | Jury | Voix     | Points   | Total | Place |
| ----- | --------------- | ----------------- | ---- | -------- | -------- | ----- | ----- |
| 1     | Freya Alley     | Serenade          | 4    | 869      | 8        | 12    | 5     |
| 2     | Kàro            | Weightless        | 6    | 387      | 5        | 11    | 7     |
| 3     | Petras          | Run               | 7    | 335      | 4        | 11    | 6     |
| 4     | Queens of Roses | Walk Through Fire | 10   | 840      | 7        | 17    | 2     |
| 5     | April Frey      | New Years         | 8    | 391      | 6        | 14    | 4     |
| 6     | Emilija V       | Trophy Wife       | 3    | 130      | 3        | 6     | 8     |
| 7     | The Roop        | Simple Joy        | 12   | 3 691    | 12       | 24    | 1     |
| 8     | Lina Štalytė    | Perfect           | 5    | 1 730    | 10       | 15    | 3     |

#### Finale
La finale en direct du concours a lieu le 17 février 2024 à la Švyturys Arena de Klaipėda. En plus des prestations des concurrents, Monika Linkytė — représentante de la Lituanie en 2023 — Dons et Angelina Mango — représentants respectifs de la Lettonie et de l'Italie pour 2024 — se produisent en tant qu'invités.
En raison d'une erreur technique survenue lors de la superfinale, la plupart des votes n'avaient pas été comptabilisés au moment de la révélation des résultats. Pendant l'émission, il est indiqué que Luktelk  avait reçu 16 688 votes, que Impossible en avait reçu 9 066 et que Simple Joy en avait reçu 6 884. Deux jours plus tard, le diffuseur LRT annonce les résultats réels. Après dépouillement, les résultats de la superfinale sont restés inchangés.
- Qualifiés pour la finale
- Vainqueur

| Ordre | Artiste          | Chanson                      | Jury | Télévote | Télévote | Total | Place |
| Ordre | Artiste          | Chanson                      | Jury | Voix     | Points   | Total | Place |
| ----- | ---------------- | ---------------------------- | ---- | -------- | -------- | ----- | ----- |
| 1     | Aistè            | We Will Rule the World       | 4    | 1 635    | 4        | 8     | 6     |
| 2     | Žalvarinis       | Gaudė vėjai                  | 3    | 2 750    | 5        | 8     | 7     |
| 3     | Pluie de Comètes | Be Careful                   | 5    | 578      | 1        | 6     | 9     |
| 4     | Silvester Belt   | Luktelk                      | 10   | 25 502   | 12       | 22    | 2     |
| 5     | VB Gang          | Kaboom!!!                    | 6    | 7 679    | 7        | 13    | 4     |
| 6     | Il Senso         | Time                         | 2    | 4 012    | 6        | 8     | 8     |
| 7     | Shower           | Impossible                   | 12   | 15 783   | 10       | 22    | 1     |
| 8     | Monika Marija    | Unlove You Starting Tomorrow | 7    | 1 609    | 3        | 10    | 5     |
| 9     | Queens of Roses  | Walk Through Fire            | 1    | 897      | 2        | 3     | 10    |
| 10    | The Roop         | Simple Joy                   | 8    | 11 802   | 8        | 16    | 3     |

| Détail du vote des jurys | Détail du vote des jurys     | Détail du vote des jurys | Détail du vote des jurys | Détail du vote des jurys | Détail du vote des jurys | Détail du vote des jurys | Détail du vote des jurys | Détail du vote des jurys | Détail du vote des jurys | Détail du vote des jurys | Détail du vote des jurys | Détail du vote des jurys | Détail du vote des jurys |
| Ordre                    | Chanson                      | Juré 1                   | Juré 2                   | Juré 3                   | Juré 4                   | Juré 5                   | Juré 6                   | Juré 7                   | Juré 8                   | Juré 9                   | Juré 10                  | Juré 11                  | Total                    |
| ------------------------ | ---------------------------- | ------------------------ | ------------------------ | ------------------------ | ------------------------ | ------------------------ | ------------------------ | ------------------------ | ------------------------ | ------------------------ | ------------------------ | ------------------------ | ------------------------ |
| 1                        | We Will Rule the World       | 7                        | 3                        | 1                        | 5                        | 6                        | 6                        | 3                        | 3                        | 10                       | 4                        | 6                        | 54                       |
| 2                        | Gaudė vėjai                  | 6                        | 4                        | 8                        | 7                        | 2                        | 7                        | 2                        | 4                        | 3                        | 5                        | 1                        | 49                       |
| 3                        | Be Careful                   | 3                        | 2                        | 6                        | 6                        | 5                        | 8                        | 5                        | 7                        | 4                        | 8                        | 5                        | 59                       |
| 4                        | Luktelk                      | 12                       | 12                       | 10                       | 10                       | 10                       | 4                        | 6                        | 6                        | 7                        | 10                       | 10                       | 97                       |
| 5                        | Kaboom!!!                    | 5                        | 6                        | 2                        | 3                        | 4                        | 3                        | 10                       | 12                       | 8                        | 2                        | 4                        | 59                       |
| 6                        | Time                         | 2                        | 7                        | 5                        | 1                        | 1                        | 1                        | 4                        | 5                        | 1                        | 3                        | 3                        | 33                       |
| 7                        | Impossible                   | 8                        | 8                        | 12                       | 12                       | 8                        | 12                       | 12                       | 2                        | 12                       | 12                       | 12                       | 110                      |
| 8                        | Unlove You Starting Tomorrow | 4                        | 5                        | 3                        | 4                        | 7                        | 10                       | 7                        | 10                       | 5                        | 6                        | 7                        | 68                       |
| 9                        | Walk Through Fire            | 1                        | 1                        | 4                        | 2                        | 3                        | 2                        | 1                        | 1                        | 2                        | 1                        | 2                        | 20                       |
| 10                       | Simple Joy                   | 10                       | 10                       | 7                        | 8                        | 12                       | 5                        | 8                        | 8                        | 6                        | 7                        | 8                        | 89                       |

| Ordre | Artiste        | Chanson    | Télévote | Place |
| ----- | -------------- | ---------- | -------- | ----- |
| 1     | Shower         | Impossible | 20 307   | 2     |
| 2     | Silvester Belt | Luktelk    | 34 691   | 1     |
| 3     | The Roop       | Simple Joy | 15 046   | 3     |

Au terme de cette sélection nationale, c'est donc  Silvester Belt et sa chanson Luktelk  qui ont obtenus le plus de votes et qui sont sélectionnés pour représenter la Lituanie au Concours Eurovision de la chanson 2024.

## À l'Eurovision
À l'Eurovision, la Lituanie se produit dans la première moitié de la première demi-finale qui se déroule le 7 mai 2024 et à laquelle votent l'Allemagne, le Royaume-Uni et la Suède ainsi que le « reste du monde » et termine 4e avec 199 points, se qualifiant pour la finale. Lors de la finale le 11 mai 2024, le pays se produit en 7e position dans l'ordre de passage (6e dans les faits après l'exclusion des Pays-Bas) et termine en 14e position avec 90 points.